# Omphale whartoni
Omphale whartoni är en stekelart som beskrevs av Christer Hansson 1997. Omphale whartoni ingår i släktet Omphale och familjen finglanssteklar. Inga underarter finns listade i Catalogue of Life.